# Amt Woldegk
Im Amt Woldegk sind sechs Gemeinden und die Stadt Woldegk zur Erledigung ihrer Verwaltungsgeschäfte zusammengeschlossen. Am 1. Januar 2004 wurde das ehemalige Amt Groß Miltzow in das Amt Woldegk eingegliedert. Das Amt liegt im Osten des Landkreises Mecklenburgische Seenplatte in Mecklenburg-Vorpommern. Es grenzt an das Bundesland Brandenburg. Der Amtssitz befindet sich in Woldegk.
Das Amtsgebiet ist überwiegend landwirtschaftlich geprägt. Durch das Amt Woldegk führt die Ostseeautobahn 20.
Bis zum 25. Mai 2014 gehörte noch die Gemeinde Helpt mit den Ortsteilen Oertzenhof und Pasenow zum Amt Woldegk, wurde dann aber nach Woldegk eingemeindet. Dasselbe geschah mit der Gemeinde Mildenitz zum 1. Januar 2015 und mit Petersdorf zum 26. Mai 2019.

## Die Gemeinden mit ihren Ortsteilen
- Groß Miltzow mit Badresch, Golm, Holzendorf, Klein Daberkow, Kreckow, Lindow und Ulrichshof
- Kublank mit Friedrichshof und Sandberg
- Neetzka
- Schönbeck mit Charlottenhof, Neu Schönbeck, Poggendorf und Rattey
- Schönhausen mit Matzdorf
- Voigtsdorf
- Stadt Woldegk mit Bredenfelde, Canzow, Carlslust, Carolinenhof, Friedrichshöh, Georginenau, Göhren, Grauenhagen, Groß Daberkow, Helpt, Hildebrandshagen, Hinrichshagen, Hornshagen, Johanneshöhe, Mildenitz, Oertzenhof, Oltschlott, Pasenow, Petersdorf, Rehberg und Vorheide

## Amtsvorsteher
- 1993–2024 Hans-Joachim Conradt (CDU)[4]
- 2024 Detlef Penseler (SPD)

## Dienstsiegel
Das Amt verfügt über kein amtlich genehmigtes Hoheitszeichen, weder Wappen noch Flagge. Als Dienstsiegel wird das kleine Landessiegel mit dem Wappenbild des Landesteils Mecklenburg geführt. Es zeigt einen hersehenden Stierkopf mit abgerissenem Halsfell und Krone und der Umschrift „AMT WOLDEGK“.